# Pavitra Vandenhoven
Pas d'image ? Cliquez ici
Pavitra Vandenhoven est une grimpeuse belge d’origine indienne. Elle est double championne du monde de handi-escalade en catégorie RP1. 

## Biographie
Née en Inde, Pavitra Vandenhoven est adoptée par une famille belge alors qu’elle a cinq ans. Dépourvue de jambes depuis sa naissance, elle utilise le haut de son corps et son agilité pour se mouvoir, ce qui impressionne ses parents ; sa mère pratique l’escalade et décide de lui faire découvrir ce sport, qu’elle commence à l’âge de sept ans. Elle doit utiliser un baudrier spécial, puisque les baudriers pour les personnes valides s’attachent à la taille et aux cuisses. 
En 2013, elle participe à la première compétition d’handi-escalade de Belgique, qu’elle remporte en étant la seule dans sa catégorie. Vandenhoven intègre ensuite à partir de 2017 l’équipe nationale belge de handi-escalade.
Lors des championnats du monde d’handi-escalade de Moscou en 2021, elle remporte l’or en catégorie RP1. Elle conserve son titre aux championnats de Berne en 2023.

## Palmarès

### Championnats du monde
- 2021 à Moscou
  -  médaille d’or en catégorie RP1
- 2023 à Berne
  -  médaille d’or en catégorie RP1

### Coupe du monde
- 2021 à Innsbruck
  -  médaille d’or en catégorie RP1[5]
- 2021 à Briançon
  -  médaille d’or en catégorie RP1[5]
- 2021 à Los Angeles
  -  médaille d’argent en catégorie RP1
- 2023 à Innsbruck
  -  médaille d’or en catégorie RP1